# Publio Cornelio Rufino (console 290 a.C.)
Publio Cornelio Rufino (latino: Publius Cornelius Rufinus; fl. 290-277 a.C.) è stato un politico romano della Repubblica.

## Biografia
Eletto console nel 290 a.C., portò ad una conclusione vittoriosa la terza guerra sannitica, celebrando un trionfo.
Nuovamente console nel 277 a.C., condusse una guerra nell'Italia meridionale contro i Sanniti e i Greci d'Italia, che non avevano più il sostegno di Pirro; l'elezione fu sostenuta persino da un nemico personale di Rufino, Gaio Fabrizio Luscino, in quanto i Romani avevano bisogno di un comandante militare capace ed esperto per condurre la guerra (forse, però, questa testimonianza si riferisce alla sua elezione a dittatore, avvenuta in data non nota, probabilmente nel 280 a.C.). L'evento principale di questa guerra fu la conquista romana di Crotone.
Nel 275 a.C., i censori Gaio Fabrizio Luscino e Quinto Emilio Papo espulsero Rufino dal senato, in quanto era stato accusato di possedere un piatto di argento da dieci libbre.
Secondo Plinio il Vecchio, Rufino perse la vista durante il sonno mentre sognava le proprie disgrazie (Storia naturale, vii.50). Suo nipote fu il primo della famiglia ad usare il cognomen Sulla.